# Shahed 136
Shahed 136 – irański uderzeniowy bezzałogowy statek powietrzny produkowany od II dekady XXI wieku przez Iran Aircraft Manufacturing Industries Corporation. Używany między innymi przez Rosję pod nazwą Gierań-2.

## Historia
Według opracowań, korzenie Shaheda 136 (i jego mniejszego odpowiednika Shaheda 131) sięgają prac prowadzonych w latach 80. XX wieku w Republice Południowej Afryki przez firmę Kentron (późniejszy Denel). Ich celem była budowa bezzałogowego aparatu, mającego stanowić podstawę systemu zwalczającego stacje radiolokacyjne. Efektem prowadzonych prac była konstrukcja Kentron ARD-10 Lark, którą zaakceptowały południowoafrykańskie wojska. Zakończenie długotrwałej wojny rodezyjskiej spowodowało anulowanie zamówienia ze strony rodzimych sił zbrojnych. W takiej sytuacji producent sprzedał dokumentację techniczną aparatu izraelskiemu producentowi uzbrojenia Israel Aerospace Industries (IAI), który bazując na południowoafrykańskim projekcie opracował własną konstrukcję IAI Harpy. W 2004 lub 2005 roku dokumentacja techniczna ARD-10 została również sprzedana Irańskiej Organizacji Przemysłu Lotniczego (ang. Iran Aviation Industries Organization), która przekazała ją Shahed Aviation Industries Research Center (SAIRC), irańskiemu centrum badawczemu. Kentron wprawdzie zaprzeczył, aby sprzedał dokumentację Iranowi, jednakże mogła ona trafić tam od jego innego partnera. Tymczasem w Iranie SAIRC, opierając się na pozyskanych planach, zaprojektował i zbudował aparaty Chamran-2 oraz Toofan. Pierwszy z nich zaprezentowano podczas defilady w Teheranie we wrześniu 2010 roku, a drugi na zdjęciu w grudniu 2015 roku. Poza wymienionymi momentami, obydwie konstrukcje nigdy więcej nie zostały zaprezentowane. Natomiast w maju 2014 roku na wystawie prezentującej uzbrojenie Korpusu Strażników Rewolucji Islamskiej zaprezentowano drona odpowiadającego rozmiarami i wyglądem aparatowi Shahed 131, którego zmodernizowaną i powiększoną wersją jest Shahed 136.
Irański aparat bezzałogowy bywa definiowany jako amunicja krążąca, jednak z uwagi na ubogie wyposażenie samolotu, jego możliwości dalece odbiegają od możliwości klasycznych aparatów pełniących rolę takiej amunicji. Shahed 136 nie ma możliwości patrolowania określonego obszaru, nie jest wyposażony w sensory umożliwiające wykrycie celu, jego identyfikację i atak. Aparat podąża do celu, po z góry zaplanowanej trasie. Ma możliwość atakowania jedynie celów nieruchomych, o znanym położeniu. W maszynach, jakie znalazły się w rękach Rosjan, którzy wykorzystywali irańskie drony podczas inwazji na Ukrainę w 2022 roku, zainstalowano komponenty łącza satelitarnego systemu Iridium. Teoretycznie, dzięki niemu jest możliwa zmiana koordynat celu w trakcie lotu aparatu. Niewielka przepustowość łącza wyklucza jednak atakowanie celów ruchomych.
W konstrukcji wykorzystano wiele elementów i podzespołów dostępnych na rynku cywilnym. Analizując szczątki zestrzelonych na Ukrainie samolotów, odkryto między innymi pompę paliwową produkowaną przez polski oddział brytyjskiej firmy motoryzacyjnej TI Automotive i komercyjne procesory Texas Instruments TMS320 F28335. Jednostką napędową jest irański silnik tłokowy Mado MD550, będący irańską kopią niemieckiego modelu Limbach L550E. Irański producent Oje Parvaz Mado Nafar Company (Mado) w swoim silniku wykorzystuje chińskie podzespoły. Firma Mado objęta została sankcjami nałożonymi przez Biuro ds. Kontroli Aktywów Zagranicznych (OFAC) Departamentu Skarbu USA. Do startu wykorzystywana jest prowadnicowa wyrzutnia zainstalowana na standardowej naczepie ciężarówki. Platforma, z której następuje start, zostaje ustawiona pod kątem dzięki hydraulicznym siłownikom. Start wspomagany jest przez silnik rakietowy.
Analiza szczątków zestrzelonych dronów wykazała, że Rosja w 2023 r. rozpoczęła produkcję Shahed 136 z wykorzystaniem własnych elementów wyposażenia elektronicznego.

## Konstrukcja

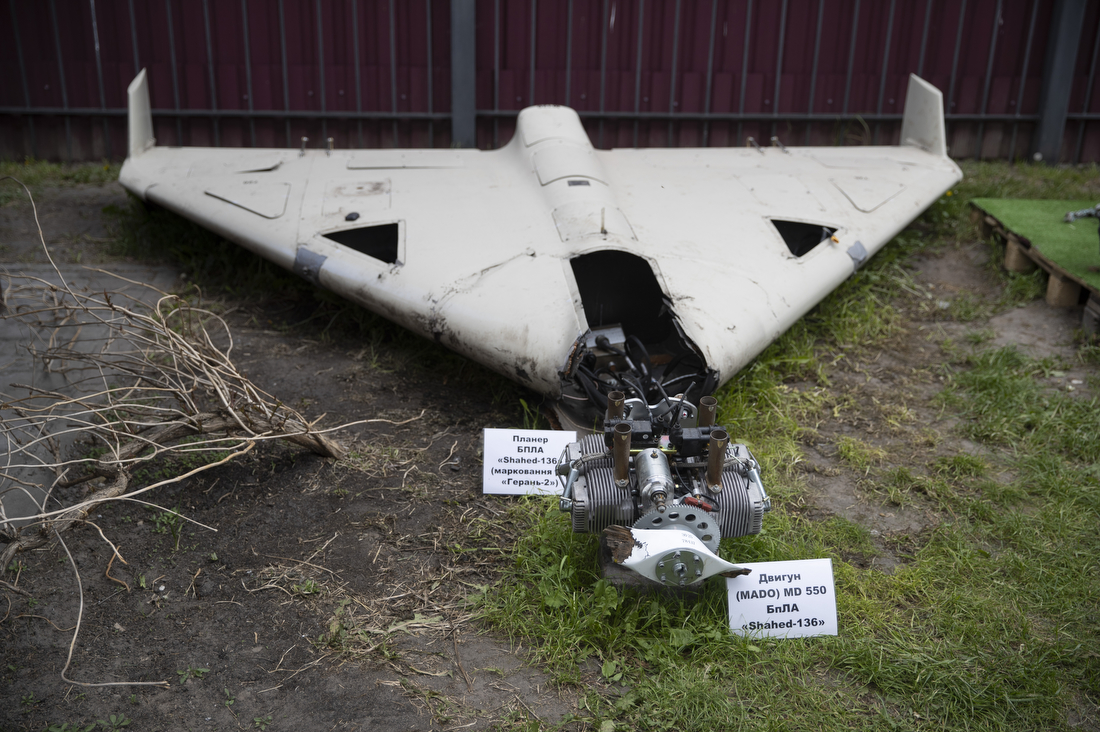
Pozostałości aparatu (wraz z silnikiemodwrotnie) zestrzelonego nad Kijowem

Aparat o półskorupowej konstrukcji z włókna szklanego, metalowych elementów oraz pianki krzemowej (nomexu – używanego w programie budowy amerykańskich wahadłowców jako izolacja termiczna), ze skrzydłem w układzie delty z prostą krawędzią natarcia o skosie 53,5°. Powierzchnie sterowe zainstalowano na krawędzi spływu płata i tworzą je dwie jednosekcyjne klapy i dwie lotki. Na końcach płatów zainstalowano stateczniki pionowe, pozbawione steru kierunku. Są one mocowane do płata w połowie swojej wysokości, stanowiąc element wizualnie odróżniający Shaheda 136 od mniejszego modelu 131, który ma stateczniki w całości nad płatem. Zmiana kierunku lotu zachodzi poprzez zmianę przechylenia i wykorzystanie składowej bocznej siły nośnej. Centralna część kadłuba została scalona ze skrzydłem.
Płatowiec napędzany jest pojedynczym benzynowym, dwusuwowym, czterocylindrowym silnikiem tłokowym umieszczonym z tyłu kadłuba, z dwułopatowym, drewnianym śmigłem pchającym. Silnik stanowi kopię niemieckiego Limbach L550e, produkowaną w Chinach jako MD550 i pod tym samym oznaczeniem przez MADO w Iranie. Silnik ma pojemność skokową 548 cm³ i rozwija moc ok. 50 KM (37 kW). Start maszyny wykonywany jest przy użyciu niewielkiego silnika rakietowego na stały materiał pędny, zainstalowanego pod kadłubem, który po nadaniu odpowiedniej prędkości konstrukcji i wypaleniu się materiału pędnego jest odrzucany. Start może odbywać się z prosto z ziemi, z zaimprowizowanej wyrzutni ustawionej pod odpowiednim kątem (jak pokazują materiały zaprezentowane przez jemeńskich Huti) lub z wyrzutni zainstalowanej na ciężarówce. Jest to kratownicowa wyrzutnia mieszcząca 5 aparatów. Całość, z zewnątrz osłonięta plandeką, mieści się na trzyosiowych, komercyjnych ciężarówkach.
W dziobie samolotu umieszczono głowicę bojową. Jej masa różni się w zależności od źródeł i waha się w przedziale od 20 do 50 kg, z czego masa samego materiału wybuchowego wynosi nie więcej niż 20 kg. Korpus głowicy wykonano z blachy grubości kilku milimetrów. Na dnie głowicy zamontowano elektromechaniczny zapalnik uderzeniowy. Za nawigację odpowiada cywilny system Global Positioning System, a w przypadku braku sygnału satelitarnego lub misji w warunkach jego zagłuszania, aparat wykorzystuje prosty system nawigacji inercyjnej. W szczątkach zestrzelonych nad Ukrainą samolotów odnaleziono odbiorniki systemu GLONASS. Ich instalacja, z racji masy, wiązała się jednak z redukcją masy głowicy bojowej.
Analiza efektów ataków dronami Shahed 131 na instalacje naftowe firmy Aramco w Afif i Bukajk w Arabii Saudyjskiej w 2019 roku wskazuje, że pomimo prostoty konstrukcji, aparaty cechują się możliwością precyzyjnych uderzeń nawet w małowymiarowe obiekty, z dokładnością kilku metrów. Podobny sposób naprowadzania zainstalowany na Shahed 136 sugeruje, iż również on dysponuje podobnymi możliwościami. Przy właściwym rozpoznaniu i planowaniu misji daje im to możliwość atakowania nawet większych celów ruchomych, które w pewnych sytuacjach pozostają w jednym miejscu przez dłuższy czas.
W 2023 roku irański producent ujawnił zdjęcia wersji Shahed 136 napędzanej silnikiem turboodrzutowym, która otrzymała oznaczenie Shahed 238. Według niepotwierdzonych doniesień, aparat jest napędzany jednostką Toloue-10, irańską kopią czeskiego silnika PBS TJ100. Zastosowanie tego typu napędu znacząco zwiększa prędkość lotu, ale poziom zużycia paliwa z dużym prawdopodobieństwem obniża zasięg samolotu.

## Służba
Według niepotwierdzonych informacji Iran wykorzystywał Shahed 136 do przeprowadzania ataków na irackich Kurdów. Wspierane przez Iran paramilitarne oddziały Huti atakowały aparatami instalacje naftowe Arabii Saudyjskiej i Zjednoczonych Emiratów Arabskich w trakcie wojny w Jemenie.
Konfliktem, podczas którego użycie aparatu wywołało największy medialny rozgłos, jest rosyjska inwazja na Ukrainę w 2022 roku. Rosja wykorzystywała irańską konstrukcję do ataków na cele na Ukrainie. Pierwsze udokumentowane użycie wersji 136 miało miejsce w Kupiańsku 13 września 2022 roku. 23 września tego samego roku zarejestrowano pierwsze potwierdzone zestrzelenie aparatu. Obok modelu 136 Rosja zakupiła i wykorzystuje bojowo również mniejszą irańską konstrukcję tego rodzaju, Shahed 131. Irańskie władzę oficjalnie zaprzeczają sprzedaży dronów do Rosji. Podobnie Rosja podjęła kroki mające ukryć pochodzenie bezzałogowców. Między innymi naniesiono rosyjskie oznaczenia i zmieniono nazwę; Shahed 136 w rosyjskiej nomenklaturze otrzymał oznaczenie Gierań-2 (ros. Герань-2, pol. geranium). Użycie irańskich aparatów nie jest zaskoczeniem. Już w lipcu 2022 roku amerykański doradca ds. bezpieczeństwa Jake Sullivan informował, iż Iran przygotowuje się do rozpoczęcia szkolenia rosyjskiego personelu wojskowego w obsłudze irańskich aparatów bezzałogowych. Podobne doniesienia pojawiły się w amerykańskich mediach, informujących o przeprowadzonych w czerwcu i lipcu wizytach Rosjan w Iranie, podczas których goście zapoznali się z irańskim sprzętem. W sierpniu 2022 roku amerykańska prasa podała informacje o rozpoczęciu dostaw bezzałogowych systemów rozpoznawczych i „samobójczych dronów” do Rosji. Nie jest znana dokładna liczba zamówionych aparatów. W zależności od źródeł liczba ta waha się od 1000 do 2400. Potwierdzono obecność irańskiego personelu wojskowego, z Korpusu Strażników Rewolucji Islamskiej na Krymie, pomagających rosyjskiemu personelowi w obsłudze zakupionych samolotów. Obecność irańskich specjalistów raportowano również na Białorusi i okupowanych przez Rosjan terenach Ukrainy.
9 marca 2024 roku, dwa francuskie Mirage 2000-5F biorące udział w operacji „Prosperity Guardian”, zestrzeliły nad Morzem Czerwonym dwa Shahedy 136, wystrzelone z terytorium kontrolowanego przez Huti. Było to pierwsze bojowe zestrzelenie celu powietrznego przez francuskie samoloty od zakończenia II wojny światowej. Francuskie maszyny oryginalnie należały do Escadron de Chasse 1/2 Cigognes ale podczas akcji podlegały Escadron de Chasse 3/11 Corsica z bazy w Dżibuti. 9 marca w godzinach porannych, milicja Huti wystrzeliła cztery aparaty, ich celem był statek handlowy płynący po Morzu Czerwonym. Dwa z nich zostały zestrzelone przez fregatę rakietową typ Aquitaine FS Alsace. Pozostałą dwójkę zestrzeliły Mirage.
Aparat nie jest wyrafinowaną konstrukcją. Jego relatywnie niska prędkość i duży hałas, jaki wydaje z siebie silnik, czynią go łatwym do wykrycia i łatwym celem dla systemów przeciwlotniczych. Potwierdzono zestrzelenia z wykorzystaniem systemów 9K33 Osa, ZSU-23-4, pozyskanych przez stronę ukraińską niemieckich samobieżnych dział przeciwlotniczych Gepard oraz ukraińskich samolotów. Do zalet systemu należy zaliczyć jego niewielką cenę i niskie koszty eksploatacji, które umożliwiają masowe użycie aparatu. Pomimo łatwości wykrycia i zestrzelenia, ich masowe użycie w znacznym stopniu angażuje ukraińską obronę przeciwlotniczą. Tym samym strona ukraińska zmuszona jest do zużywania swoich przeciwlotniczych zasobów, rakiet przeciwlotniczych i amunicji strzeleckiej, wielokrotnie droższych w zakupie i eksploatacji niż zestrzeliwane aparaty bezzałogowe.

## Terminologia
Pomimo określania aparatu terminem amunicji krążącej, samolot nie spełnia kryteriów dla tego typu konstrukcji. Nie może krążyć/patrolować strefy rażenia i atakować wykrytych wrogich obiektów, lecz leci prosto do celu o znanym wcześniej położeniu bądź pokonuje zaprogramowaną z góry trasę. W literaturze tematu spotykane jest określanie go jako bezzałogowca uderzeniowego. W mediach upowszechniły się potoczne określenia „dron-samobójca” lub „dron-kamikaze”, jednak mają one propagandowy wydźwięk, sugerujący broń o charakterze terrorystycznym. Przeznaczenie i ogólna budowa pocisków odpowiada odrzutowym pociskom manewrującym typu Taurus KEPD 350 czy Storm Shadow. Irański Shahed nie ma tak wyrafinowanej konstrukcji i takich osiągów, jednak ma do wypełnienia podobne misje. Użycie do budowy tanich, dostępnych na wolnym rynku komponentów i prostota konstrukcji sprawia, że swoje zadania realizuje przy dużo niższych kosztach i na masową skalę.